# Tony Cetinski
Anthony Cetinski, często występujący jako Tony Cetinski (ur. 31 maja 1969 w Puli) – chorwacki piosenkarz.

## Życiorys
Tony Cetinski urodził się w rodzinie o tradycjach muzycznych. Zaczął śpiewać w wieku piętnastu lat, był wokalistą kilku lokalnych zespołów muzycznych. W 1990 roku premierę miał jego debiutancki album studyjny zatytułowany Srce nikad ne laže. W 1991 roku przeprowadził się do Zagrzebia, by zacząć profesjonalną karierę muzyczną. W 1993 roku wydał drugą płytę długogrającą pt. Ljubomora. Na krążku znalazł się m.in. tytułowy singiel, a także utwór „Nek te zagrli netko sretniji”, z którym piosenkarz brał udział w koncercie Dora 1993, będącym krajowymi eliminacjami eurowizyjnymi. 28 lutego wystąpił w finale selekcji i zajął ostatecznie szóste miejsce w głosowaniu jurorów.
W 1994 roku wystąpił w krajowych eliminacjach eurowizyjnych Dora, do których zgłosił się z utworem „Nek’ ti bude ljubav sva”. 20 marca zaśpiewał w finale selekcji i zdobył największe poparcie jurorów, dzięki czemu został wybrany na reprezentanta Chorwacji w 39. Konkursie Piosenki Eurowizji organizowanym w Dublinie. 30 kwietnia wystąpił w finale imprezy i zajął w nim szesnaste miejsce z 27 punktami na koncie. W 1995 roku ukazała się jego nowa płyta studyjna zatytułowana Ljubav i bol, na której znalazły się m.in. single „Ja sam zaljubjen” i 	„23. prosinac”, który zapewnił Cetinskiemu nagrodę Porin 1995 w kategorii „Piosenka roku”. Na gali wręczenia nagród artysta odebrał też statuetkę za wygraną w kategorii „Piosenkarz roku”. 

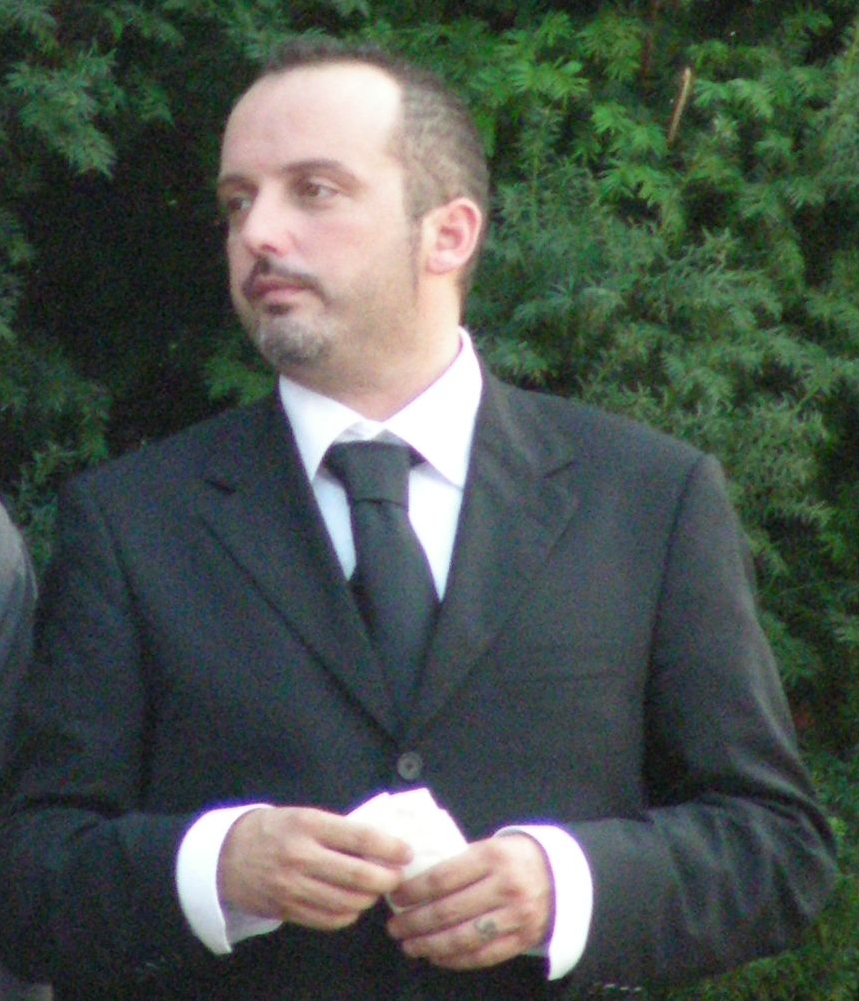
Tony Cetinski, 2009

W kolejnych latach Cetinski wydał kilka nowych płyt studyjnych: Prah i pepeo (1997), A1 (1998) i Triptonyc (2000). W 2001 roku na rynku ukazała się jego płyta koncertowa zatytułowana Live. W tym samym roku piosenkarz wziął udział w konkursie Dora 2001 z utworem „Iz dana u dan”. 4 marca wystąpił w finale eliminacji eurowizyjnych i zajął ostatecznie piąte miejsce w finałowej klasyfikacji.
W 2003 roku premierę miał kolejny album studyjny Cetinskiego zatytułowany A sada.... W 2005 roku nagrał utwór „Lagala nas mala” w duecie z Toše Proeskim, który znalazł się na płycie piosenkarza zatytułowanej Po tebe z tegoż roku. W tym samym roku artysta wydał nowy album długogrający pt. Budi uz mene. W 2006 roku zdobył trzy nagrody na 10. Festiwalu Chorwackiego Radia w kategoriach: „Grand Prix Festiwalu – Pop-rock”, „Nagroda słuchaczy” i „Nagroda redaktorów muzycznych”. W tym samym roku ukazała się jego nowa płyta koncertowa pt. Tony Cetinski i prijatelji, którą nagrał razem z Orkiestrą Symfoniczną HRT.
W 2008 roku Cetinski wydał swoją kolejną płytę studyjną zatytułowaną Ako to se zove ljubav. W 2009 roku odebrał nagrodę Porin w kategorii „Najlepszy męski występ wokalny” za utwór „Ako to se zove ljubav”, a także wydał nowy album koncertowy pt. Live in Arena Zagreb – Furia Tour ’09. W 2010 roku premierę miał jego kolejny krążek długogrający zatytułowany Da capo, a w 2012 roku – płyta pt. Opet si pobijedila. 

## Dyskografia

### Albumy studyjne
- Samo srce ne laže (1990)
- Ljubomora (1993)
- Ljubav i bol (1995)
- Prah i pepeo (1997)
- A1 (1998)
- Triptonyc (2000)
- A sada... (2003)
- Budi uz mene (2005)
- Ako to se zove ljubav (2008)
- Da capo (2010)
- Opet si pobijedila (2012)

### Albumy koncertowe
- Live (2001)
- Tony Cetinski i prijatelji (2006)
- Live in Arena Zagreb – Furia Tour ’09 (2009)